# 상투메
상투메(포르투갈어: São Tomé 상토메[*], 포르투갈어로 "사도 토마스"라는 뜻)는 서아프리카 기니만에 있는 상투메 프린시페의 수도이자 상투메 프린시페의 최대 도시이다. 도시가 위치한 상투메 섬은 화산섬이며 최고점은 2,205m이다. 적도 아래에 있고 코프라·코코넛·카카오·야자유 등을 산출한다. 인구는 43,000명(2001년 추계)이다. 이는 경상북도 영덕군보다는 약간 많으며 강원도 평창군보다는 적다.
1471년 포르투갈이 이 곳을 식민지로 만든 이래 노예 무역의 중심지가 되었다.

## 교통
상투메는 상투메 국제공항이 자리잡고 있다. 이 공항에서는 정기적으로 유럽과 아프리카 국가로의 노선을 운행한다.

## 인구
| 연도                    | 인구   | ±%     |
| ----------------------- | ------ | ------ |
| 1990 (June 23, Census)  | 42,331 | —      |
| 2000 (June 16, Census)  | 49,957 | +18.0% |
| 2003 (Estimate)         | 53,300 | +6.7%  |
| 2018 (July 1, Estimate) | 71,868 | +34.8% |

## 기후
상투메는 비교적으로 우기가 길고 건기가 짧은 사바나 기후를 가지고 있다. 우기는 10월부터 5월까지 계속되며, 연평균강수량이 1000mm이하 정도 된다. 온도는 변화가 적으며, 최고온도는 30°C, 최저온도는 22°C 정도 된다.
| 상투메의 기후            | 상투메의 기후 | 상투메의 기후 | 상투메의 기후 | 상투메의 기후 | 상투메의 기후 | 상투메의 기후 | 상투메의 기후 | 상투메의 기후 | 상투메의 기후 | 상투메의 기후 | 상투메의 기후 | 상투메의 기후 | 상투메의 기후 |
| 월                       | 1월           | 2월           | 3월           | 4월           | 5월           | 6월           | 7월           | 8월           | 9월           | 10월          | 11월          | 12월          | 연간          |
| ------------------------ | ------------- | ------------- | ------------- | ------------- | ------------- | ------------- | ------------- | ------------- | ------------- | ------------- | ------------- | ------------- | ------------- |
| 역대 최고 기온 °C (°F)   | 32 (90)       | 33 (91)       | 33 (91)       | 33 (91)       | 32 (90)       | 31 (88)       | 31 (88)       | 31 (88)       | 32 (90)       | 32 (90)       | 32 (90)       | 32 (90)       | 33 (91)       |
| 일평균 최고 기온 °C (°F) | 30 (86)       | 30 (86)       | 31 (88)       | 30 (86)       | 29 (84)       | 28 (82)       | 28 (82)       | 28 (82)       | 29 (84)       | 29 (84)       | 29 (84)       | 29 (84)       | 29 (84)       |
| 일평균 최저 기온 °C (°F) | 23 (73)       | 23 (73)       | 23 (73)       | 23 (73)       | 23 (73)       | 22 (72)       | 21 (70)       | 21 (70)       | 21 (70)       | 22 (72)       | 22 (72)       | 22 (72)       | 22 (72)       |
| 역대 최저 기온 °C (°F)   | 20 (68)       | 20 (68)       | 20 (68)       | 20 (68)       | 18 (64)       | 16 (61)       | 15 (59)       | 13 (55)       | 17 (63)       | 19 (66)       | 18 (64)       | 19 (66)       | 13 (55)       |
| 평균 강수량 mm (인치)    | 81 (3.2)      | 107 (4.2)     | 150 (5.9)     | 127 (5.0)     | 135 (5.3)     | 28 (1.1)      | 0 (0)         | 0 (0)         | 23 (0.9)      | 109 (4.3)     | 117 (4.6)     | 89 (3.5)      | 966 (38.0)    |
| 출처: BBC Weather        |               |               |               |               |               |               |               |               |               |               |               |               |               |